# Idiotephria indistinctaria
Idiotephria indistinctaria är en fjärilsart som beskrevs av Nikolai Nikolaievich Filipjev. Idiotephria indistinctaria ingår i släktet Idiotephria och familjen mätare. Inga underarter finns listade i Catalogue of Life.